# Janete Costa
Janete Ferreira da Costa (Garanhuns, 3 de junho de 1932 - Recife, 28 de novembro de 2008) foi uma arquiteta, designer e curadora brasileira.

## Biografia
Nascida em Garanhuns, no interior do estado do Pernambuco no ano de 1932, foi criada em outra cidade pernambucana de forte reconhecimento nacional, Olinda.
Na década de 1950, muda-se para o Rio de Janeiro onde ingressa no curso de Arquitetura da Faculdade de Arquitetura e Urbanismo da Universidade Federal do Rio de Janeiro (FAU/UFRJ) onde se forma no ano de 1961. Após formada na graduação, venceu o prêmio anual entregue pelo Instituto de Arquitetos do Brasil (IAB), de seu estado, Pernambuco. Posteriormente, realizou uma especialização no Instituto Joaquim Nabuco, localizado em Recife, sobre planejamento de ambientes anteriores.
Foi muito influenciada pelo artesanato e sua carreira pendeu para essa área cultural. No ano de 1992, foi curadora da exposição Viva o povo brasileiro realizada no Museu de Arte Moderna do Rio de Janeiro (MAM Rio).
Foi responsável pela curadoria de dezenas de exposições realizadas em museus e institutos como o Museu de Arte Contemporânea de Niterói (MAC), Fundação Ricardo do Espírito Santo Silva em Lisboa, Pinacoteca do Estado de São Paulo, Museu da Casa Brasileira (MCB), dentre outros. Foi responsável ainda por curadorias na França e na Inglaterra.
Tem vasta produção de mais de 3 mil projetos, entre edifícios públicos e residenciais sempre buscando garantir a questão brasilidade em torno de suas obras.

## Vida pessoal
Casa-se no ano de 1954, com o arquiteto arquiteto pernambucano Maurício Leitão Santos. Tem sua primeira filha no ano de 1956, Cláudia. O casal ainda teve mias um filho, Mário.
No ano de 1969, casou-se com Acácio Gil Borsoi e tiveram uma filha, Roberta. O casal ficou junto por mais de quatro décadas, até o falecimento de Janete.

## Morte
Costa morreu em 2008 após ficar três dias na Unidade de terapia intensiva (UTI) do hospital privado recifense Real Hospital Português. Costa sofreu com as  complicações de um câncer de estômago que lutou contra por mais de três anos. Seu enterro foi realizado no Cemitério Morada da Paz, em Recife no dia 29.